# Катеринопільське лісництво
Катерино́пільське лісництво — структурний підрозділ Звенигородського лісового господарства Черкаського обласного управління лісового та мисливського господарства.
Офіс знаходиться в селищі міського типу Катеринопіль Катеринопільського району Черкаської області.

## Лісовий фонд
Лісництво охоплює ліси на території Катеринопільського та частково на сході Тальнівського і півдні Звенигородського районів. Загальна площа лісництва — 4770 га.
Сюди входять:
- урочище Колодисте, урочище Лоташеве, урочище Єкатеринопільська Дача, урочище Кайтанівське, урочище Гисаї, Гризлівський ліс, ліс Ярки.

## Об'єкти природно-заповідного фонду
У віданні лісництва знаходиться:
- Кайтанівський ботанічний заказник